# Ma voie
Ma voie è il primo album in studio del cantante belga Roberto Bellarosa, pubblicato nel 2012.

## Tracce
1. Je Crois – 2:57
2. Mon âge – 3:00
3. L'enfance – 3:19
4. Reste toi – 3:17
5. Voyou – 3:27
6. Sans toi – 3:11
7. Apprends-Moi – 3:41
8. Un homme – 2:59
9. Le coup de soleil – 4:09
10. Le plus beau des cadeaux – 3:50
11. Jealous Guy – 2:51